# Le Plongeur (film, 2023)
Pour les articles homonymes, voir plongeur.
Pour plus de détails, voir Fiche technique et Distribution.
Le Plongeur est un film québécois réalisé par Francis Leclerc sorti en 2023 et mettant en vedette Henri Picard.
Il s'agit d'une adaptation du roman éponyme de Stéphane Larue paru en octobre 2016. Le livre avait remporté le Prix des libraires du Québec et le prix Senghor pour le premier roman francophone. De plus, il avait été finaliste pour le prix du Gouverneur général et le Prix littéraire des collégien·ne·s.

## Synopsis
En 2002 à Montréal, Stéphane, un étudiant en graphisme de 19 ans, accepte de travailler comme plongeur dans un grand restaurant à l'approche de la période achalandée du temps des fêtes. Accro aux machines de vidéo poker, il s'est mis à dos ses amis et a perdu son logement. Il tente, par cet emploi, de reprendre en main sa vie et de freiner sa dépendance au jeu compulsif.

## Fiche technique
Source : IMDb et Films du Québec
- Titre original : Le Plongeur
- Réalisation : Francis Leclerc
- Scénario : Éric K. Boulianne (en) et Francis Leclerc, d'après le roman éponyme de Stéphane Larue
- Direction artistique : Mathieu Lemay
- Costumes : Julie Bécotte
- Maquillage : Adrianna Verbert
- Coiffure : Mélanie Lebel
- Photographie : Steve Asselin
- Son : Yann Cleary, Olivier Calvert, Luc Boudrias
- Montage : Isabelle Malenfant
- Production : Marie-Claude Poulin
- Société de production : Sphère Média
- Sociétés de distribution : Immina Films (en)
- Pays de production :  Canada
- Tournage : 14 février au 31 mars 2022, et 24-25 mai 2022, à Montréal
- Langue originale : français
- Format : couleur
- Genre : drame
- Durée : 127 minutes
- Dates de sortie :
  - Canada : 22 février 2023 (première lors de la 41e édition des Rendez-vous Québec Cinéma au Théâtre Maisonneuve de la Place des Arts de Montréal)
  - Canada : 24 février 2023 (sortie en salle au Québec)
  - Canada : 20 juin 2023 (DVD et Blu-ray)[4]
  - Canada : 25 avril 2023 (VSD)
  - France : 22 novembre 2023
- Classification :
  - Québec : 13 ans et plus[5]

## Distribution
- Henri Picard : Stéphane
- Charles-Aubey Houde : Bébert
- Joan Hart : Bonnie
- Maxime De Cotret : Greg
- Fayolle Jean Jr : Renaud
- Robin L'Houmeau : Jonathan
- Marie-Ève Beauregard : Sarah
- Zackary Evrard : Nick
- Gabrielle Côté : Séverine
- Jade Charbonneau : Marie-Lou
- Guillaume Laurin : Malik
- Anthony Therrien : Will
- Julien Leclerc : Alex
- Stéphan Allard : père de Stéphane
- Justin Leyrolles-Bouchard : Rémi
- Luka Limoges : Carl
- Emmanuel Schwartz : Benjamin
- Éric K. Boulianne (en) : Christian
- Madani Tall : Vincent